# Думи и дела
„Думи и дела“ (на руски: Слово и дело) е исторически роман от съветския писател Валентин Пикул, написан през 1961-1971 г.

## Сюжет
Внимание:  Текстът по-долу разкрива сюжета на произведението (или части от него)!
... След смъртта на Петър Велики в Русия започват смутни времена, наречени „епохата на дворцовите преврати“. Умира Екатерина I, съпругата на Петър, след това умира младият император Петър II. Върховният таен съвет, състоящ се от най-знатните благородници на Русия, решава да царува племенницата на Петър Велики - Анна Ивановна. Романът показва най-ярките сцени от нейното царуване. Понякога това са славни дела, но най-вече – това е мрачно, жестоко управление на неграмотна глупава жена, която е напълно подчинена на прищевките и капризите на любовницата си – херцог Ернст Йохан Бирон.
Един от главните герои на романа е Артемий Петрович Волинский, благородници, който заема много влиятелна позиция по време на царуването на Анна Ивановна. Волинский се опитва да извърши реформи в държавата и армията, но враждата му с Бирон, любимеца на императрицата, го довежда първо до позора, и след това на ешафода...